# Ductina
Ductina – rodzaj stawonogów z wymarłej gromady trylobitów, z rzędu Phacopida. Żył w okresie dewonu. Jego skamieniałości znaleziono w Chinach i Niemczech.
Gatunki:
- Ductina dunctifrons, Niemcy.
- Ductina vietnamica, Chiny.